# George Manning McDade
George Manning McDade (1893-1966) est un avocat et un homme politique canadien du Nouveau-Brunswick.

## Biographie
George Manning McDade naît le 7 janvier 1893 à Saint-Jean, au Nouveau-Brunswick. 
Il se lance en politique fédérale et est élu député conservateur de la circonscription de Northumberland le 28 juillet 1930 face à George Percival Burchill.
George Manning McDade meurt le 25 mai 1966. 